# Archibald Belaney (Grey Owl)

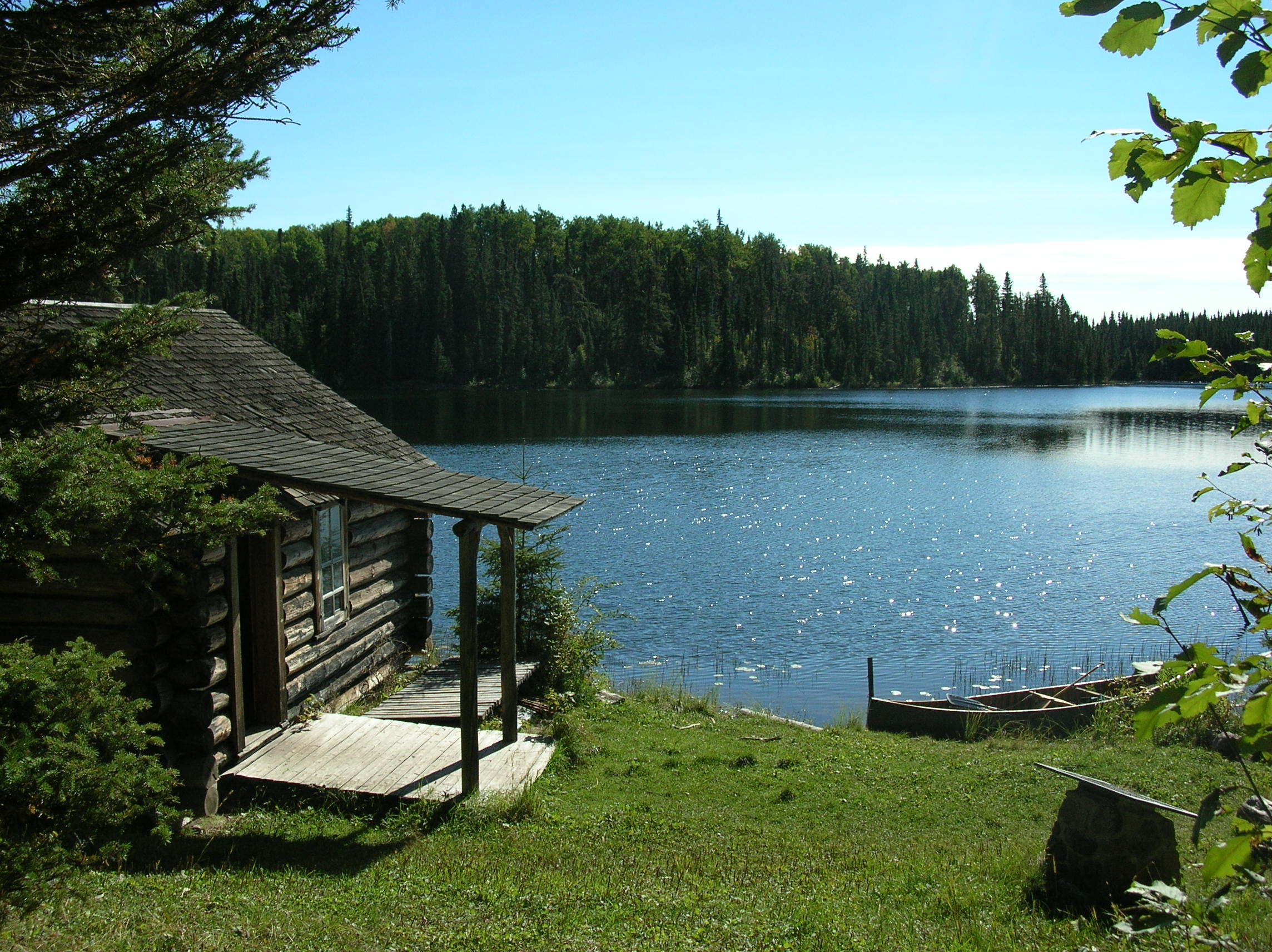
Cabana lui Grey Owl, "Beaverlodge"/"Coliba castorului", Lacul Ajawaan

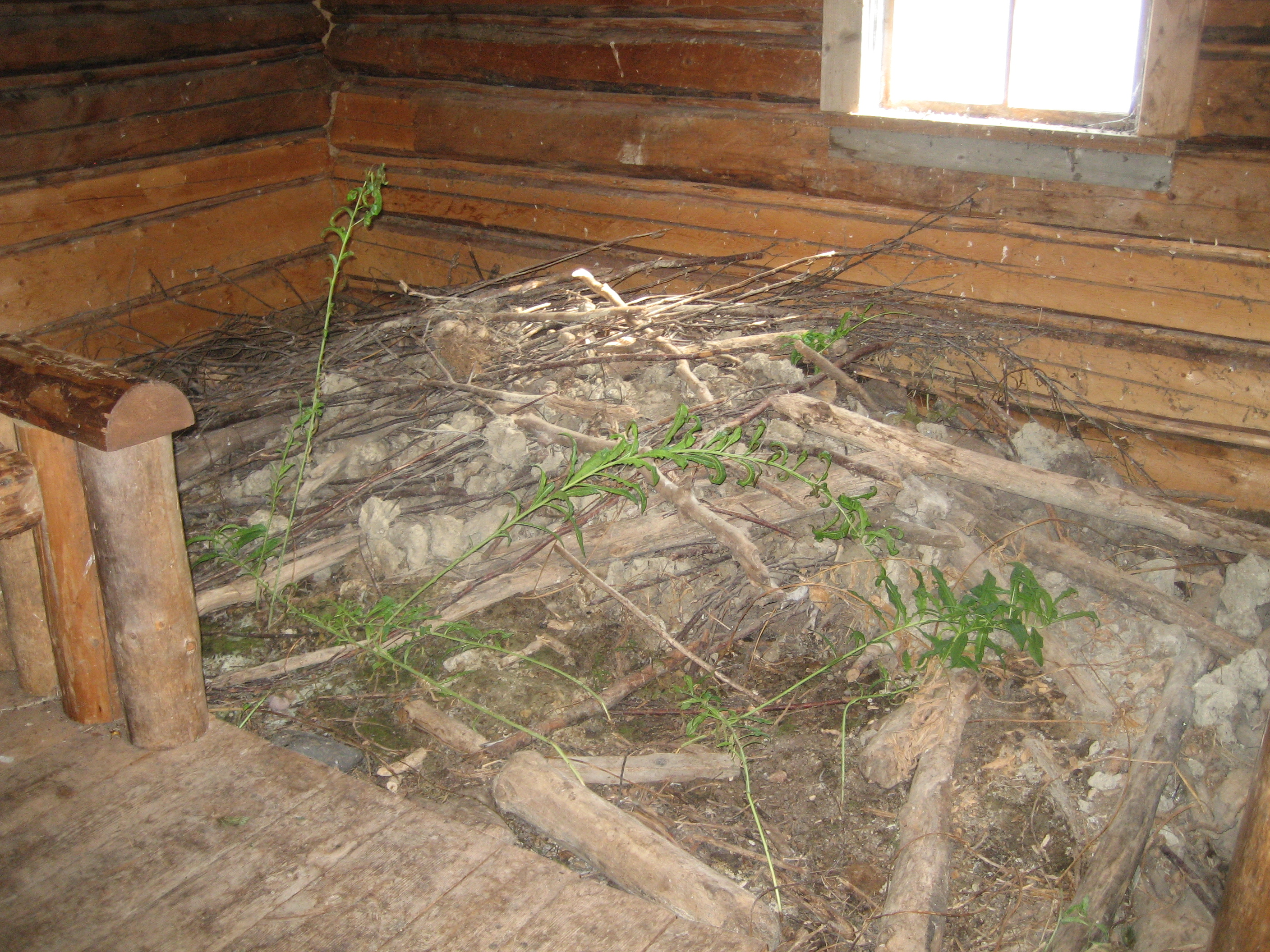
Coliba castorului în interiorul cabanei lui Grey Owl.

Archibald Belaney (n. 8 septembrie 1888; d. 13 aprilie 1938) a fost un scriitor și conservaționist canadian, de origine britanică. La maturitate, el a luat identitatea de băștinaș american și a adoptat numele de Grey Owl/Bufniță cenușie (ua-șa-quon-asin, derivat din cuvântul Ojibwe uengiganujiin'  , care înseamnă "bufniță cenușie mare"). A fost considerat unul din "cei mai eficienți apostoli ai sălbăticimii".
Revelarea originilor sale britanice după moartea sa au afectat advers reputația sa pentru câtva timp. Eforturile sale pentru conservare au fost din nou apreciate din anii '70 și o dată cu centenarul nașterii sale. Recunoașterea sa s-a realizat în biografii, o placă istorică la locul său de naștere și un film biografic.

## Cărți
- The Men of the Last Frontier. London: Country Life, 1931.
- Pilgrims of the Wild. London: Lovat Dickson Ltd., 1934.
- The Adventures of Sajo and her Beaver People. London: Lovat Dickson Ltd., 1935.
- Tales of an Empty Cabin. London: Lovat Dickson Ltd., 1936.

O povestire lungă din Tales of an Empty Cabin a fost publicată separat in 1937 ca un volum mic:
- The Tree. London: Lovat Dickson Ltd., 1937.

### Ediții de colecție
Primele sale trei cărți, The Men of the Last Frontier, Pilgrims of the Wild și Sajo and her Beaver People, au fost adunate și retipărite ca Grey Owl: Three Complete and Unabridged Canadian Classics (2001: ISBN 1-55209-590-8).  Extrase din toate cele patru cărți ale sale au fost adunate in The Book of Grey Owl: Selected Wildlife Stories (1938; 1989 reprint: ISBN 0-7715-9293-0).

### Traduceri
- "Oameni și animale, pelerini ai ținuturilor sălbatice". Traducere de Viorica Vizante. Iasi, Junimea, 1974.
- Ludzie Z Ostatniej Granicy. Traducere de Aleksander Dobrot. Warsaw (Poland): Wydawnictwo J. Przeworskiego, 1939.
- Ambassadeur des bêtes. Traducere de Simonne Ratel. Paris : Hatier-Boivin, 1956?. (Traducere a părții a doua din: Tales of an Empty Cabin)
- Récits de la cabane abandonnée. Traducere de Jeanne-Roche-Mazon. Paris : Éditions contemporaines, 1951. (Traducere a  primei părți din: Tales of an Empty Cabin.)
- Sajo et ses castors. Traducere de Charlotte and Marie-Louise Pressoir; illustrations by Pierre Le Guen. Paris : Société nouvelle des éditions G.P., 1963. (Traducerea cărții: The Adventures of Sajo and Her Beaver People.)
- Pilgrims of the Wild. Éd. ordinaire. Traducere de Jeanne Roche-Mazon. Paris : Éditions contemporaines, 1951.
- Саджо и её бобры. Traducere în rusă de Аллы Макаровой. Предисловие Михаила Пришвина. Москва: Детгиз, 1958.
- Рассказы опустевшей хижины. Traducere și introducere de Аллы Макаровой. Художник Б.Жутовский. Москва: Молодая гвардия, 1974.
- Cаджо та її бобри. Traducere în ucraineană de Соломії Павличко., Київ: «Веселка», 1986
- Przygody Sajo i małych bobrów. Warsaw, 2008.